# Trumbauersville
Trumbauersville är en kommun (borough) i Bucks County i Pennsylvania. Vid 2010 års folkräkning hade Trumbauersville 974 invånare.